# XMM-Newton

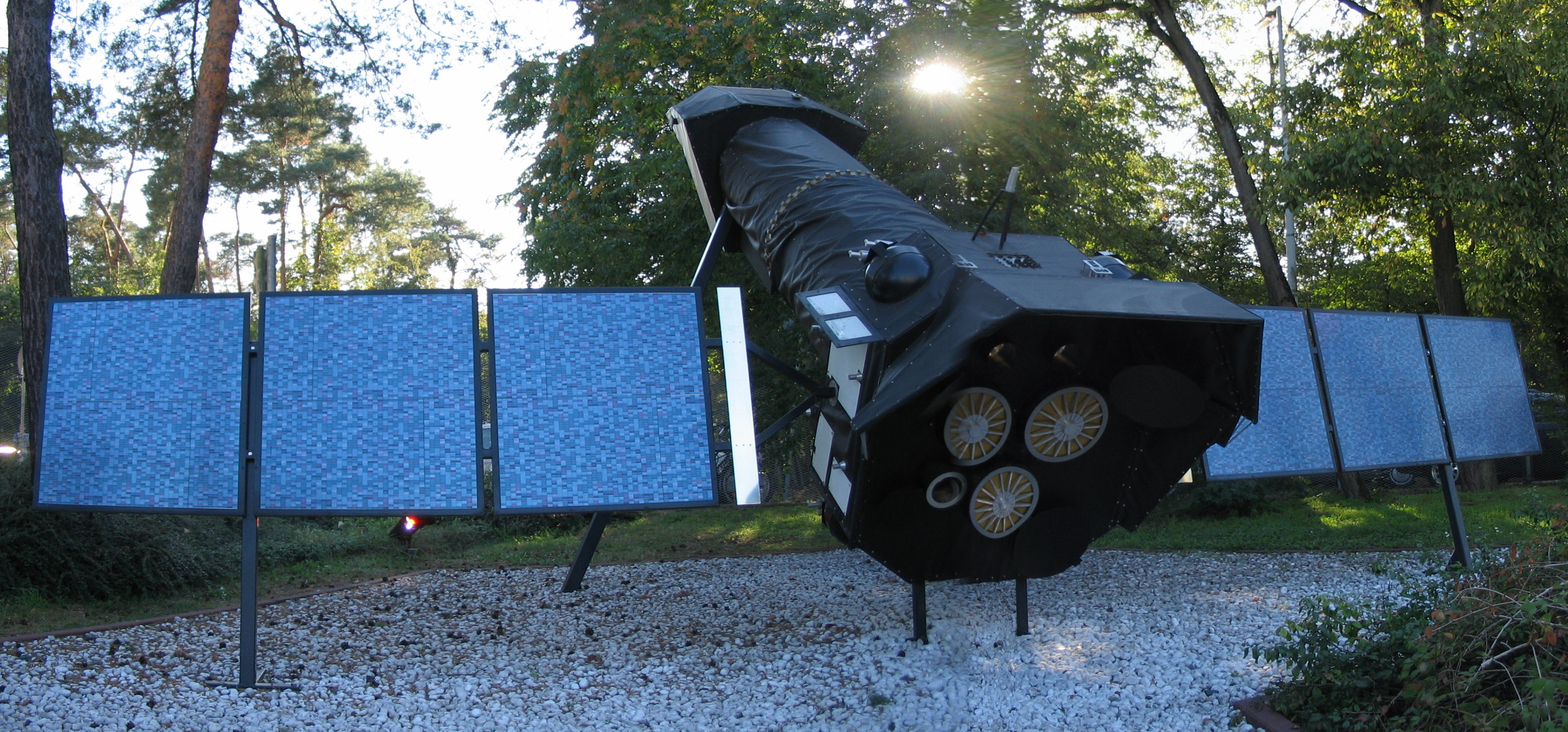
XMM-Newton-Modell beim ESOC, Darmstadt

XMM-Newton (engl.: X-ray Multi-Mirror,
übersetzt: Röntgen-Mehrfachspiegel) ist ein Weltraumobservatorium der Europäischen Weltraumorganisation ESA für Beobachtungen im Röntgen-Bereich. Es startete am 10. Dezember 1999 an Bord einer Ariane-5G-Trägerrakete vom Weltraumbahnhof Kourou in Französisch-Guayana und soll bis mindestens Ende 2026 in Betrieb bleiben, mit einer möglichen Verlängerung bis Ende 2029.
Die Hauptaufgabe von XMM-Newton ist die Erforschung der energiereichsten Prozesse im Universum. Dazu gehören zum Beispiel der Materieeinfall auf schwarze Löcher, Neutronensterne, „Geburt“ und „Tod“ von Sternen (siehe Supernovae) und die Erforschung der Strahlung aktiver Galaxien.

## Betrieb
Die Ariane-Rakete brachte den 3,8 Tonnen schweren Satelliten in eine exzentrische Umlaufbahn um die Erde mit einer Äquatorneigung von 38,7° und einer Höhe von 850–114.000 km. Weitere Korrekturen mit dem Bordtriebwerk hoben den erdnächsten Punkt auf 7.000 km an. Eine solche Bahn mit etwa 48 Stunden Umlaufzeit ermöglicht lange ununterbrochene Beobachtungen veränderlicher Objekte und verläuft im größten Teil der Bahnperiode außerhalb der störenden Strahlungsgürtel der Erde.
XMM-Newton wird ständig vom Europäischen Raumflugkontrollzentrum (ESOC) in Darmstadt überwacht. Die Radioantennen in Kourou und Santiago de Chile (Chile) und Anfangs auch in Perth von ESTRACK halten eine ununterbrochene Verbindung mit dem Satelliten. Der Satellit hat keinen Speicher und sendet seine Daten permanent zur Erde. Die gesammelten Daten des Observatoriums werden vom XMM-Newton Science Operations Centre im Europäischen Weltraumastronomiezentrum (ESAC) in Villafranca del Castillo (Spanien) aufbereitet und verwaltet.
2013 wurde der Betrieb von drei Reaktionsrädern plus einem Reaktionsrad als Ersatz auf einen Betrieb mit vier Reaktionsrädern umgestellt. Diese Maßnahme erspart die Hälfte des zuvor nötigen Treibstoffs für die Ausrichtung des Observatoriums im täglichen Betrieb. Im Lauf der Zeit wurden mehrere Maßnahmen zur Optimierung des Betriebs getroffen.
Die höchst erfolgreiche wissenschaftliche Mission war anfänglich auf 10 Jahre angelegt und wurde in den Jahren 2005, 2007, 2009, 2010, 2014, 2016, 2018, 2020 und 2023 verlängert.
Im September 2018 stellte XMM mit 6843 Tagen im All einen Rekord für ESA-Satelliten auf. Der Satellit zeigte bisher kaum Abnutzungserscheinungen und die Treibstoffvorräte könnten den Betrieb bis 2031 ermöglichen.

## Teleskop und Experimente

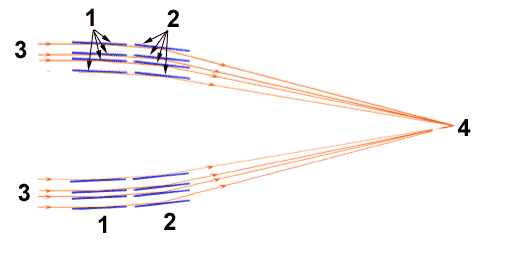
Schema eines Wolter-Teleskops
1 Parabolische Spiegel
2 Hyperbolische Spiegel
3 Röntgenstrahlengang
4 Brennpunkt

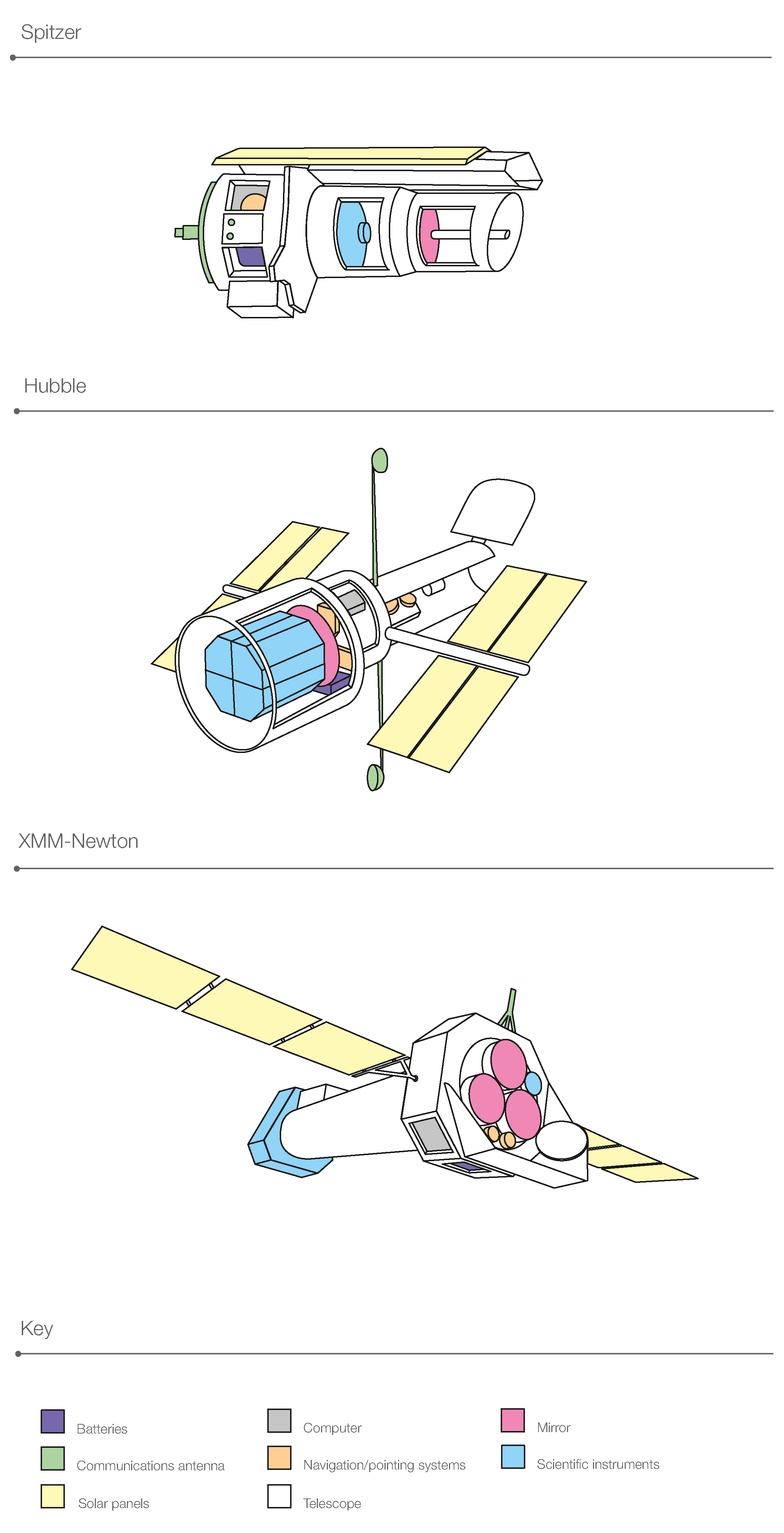
Schematischer Vergleich der Weltraumteleskope Spitzer, Hubble und XMM-Newton

Das Teleskop wurde von einem europäischen Firmenkonsortium unter der Führung der deutschen DASA gebaut. XMM-Newton war der bis dahin massereichste Satellit, der jemals von Europa gebaut und gestartet wurde.  Mittlerweile wurde dieser Rekord aber unter anderem vom ESA-Satellit Integral übertroffen, der 2002 startete und die Beobachtungen von XMM-Newton im Gammastrahlen-Bereich ergänzt.
XMM-Newton hat drei parallel ausgerichtete Röntgenteleskope vom Wolter-Teleskop-Typ 1, die gleichzeitig dasselbe Gebiet beobachten. Um die effektive Sammelfläche zu erhöhen, besteht jedes dieser Teleskope aus 58 ineinander verschachtelten dünnen, aber hochgenauen Spiegelschalen.  Ein großer Teil der Masse stammt von den Metallspiegeln. Die Brennweite ist 7,5 m und der Durchmesser der größten Spiegelschalen 70 cm. Im Vergleich zum gleichzeitig betriebenen Röntgenobservatorium Chandra der NASA hat XMM-Newton eine wesentlich größere effektive Sammelfläche besonders für harte Röntgenstrahlung um 7 keV, ist somit empfindlicher, hat aber eine schlechtere Auflösung von etwa 5 Bogensekunden Halbwertsbreite für eine Punktquelle.
XMM-Newton hat drei Arten von Instrumenten:
- Die drei europäischen Photon Imaging Cameras (EPIC) wurden unter britischer Leitung in Italien, Frankreich, Deutschland und Großbritannien gebaut. Hinter jedem der drei Teleskope befindet sich eine EPIC-Kamera. Eine der Kameras nutzt einen neuen Typus von pn-CCD, der vom Halbleiterlabor[13] des Max-Planck-Instituts für extraterrestrische Physik[14] gemeinsam mit der Firma KETEK GmbH[15] entwickelt wurde. Die EPIC-Kameras liefern Röntgenaufnahmen im Bereich 0,1–15 keV und erlauben Variabilitätsstudien mit hoher Zeitauflösung, da die Ankunftszeit jedes Photons registriert wird. Ihre Energieauflösung beruht allein auf den CCDs und ist mit etwa 1/20 bis 1/50 der Photonenenergie relativ gering, aber ausreichend für viele Zwecke.
- Die beiden Reflection Grating Spectrometers (RGS) wurden unter niederländischer und US-amerikanischer Beteiligung gebaut. Durch die Verwendung eines zusätzlichen Gitterspektrometers erlauben sie Untersuchungen heller Quellen mit wesentlich besserer Energieauflösung (1/200 bis 1/800 der Photonenenergie) im Energiebereich 0,35–2,5 keV.
- Der Optical Monitor ist ein Teleskop mit 30 cm Spiegeldurchmesser, das parallel zu den drei Röntgenteleskopen montiert ist. Er gibt der Mission die Möglichkeit, ihre Ziele gleichzeitig mit den Röntgenbeobachtungen auch im sichtbaren und Ultraviolettlicht untersuchen zu können. Er wurde in Großbritannien entwickelt.

## Ergebnisse
Das vielseitige XMM-Newton-Observatorium hat neue Resultate für verschiedene Gebiete der Astrophysik erbracht. Dazu gehören:
- Detaillierte Röntgenspektroskopie der Korona anderer Sterne als der Sonne.
- Untersuchungen heißen Gases in Galaxienhaufen, die zeigen, dass die zuvor vermuteten Cooling Flows, in denen sich das heiße Gas rasch abkühlt, so nicht existieren.
- Die empfindlichste Himmelsaufnahme im harten Röntgenlicht, mit der sich die Entwicklung aktiver galaktischer Kerne im frühen Universum untersuchen lässt.
- Bestimmung der Rotationsgeschwindigkeiten Schwarzer Löcher.[16]